# Kimberly Caldwell
Kimberly Ann Caldwell (Katy, 25 de febrero de 1982) es una cantante estadounidense comúnmente conocida por ser una participante de la segunda temporada de American Idol, donde finalizó en séptimo puesto. Actualmente [¿cuándo?] trabaja como corresponsal de entretenimiento y presenta varios programas en TV Guide Network, y actualmente está escribiendo y grabando canciones para su primer álbum.
Caldwell cantó por primera vez cuando tenía cinco años en concursos de belleza. Ganó cinco veces el premio a vocalista juvenil en Star Search y también se presentó en Grand Ole Opry. En 1995, cantó en el 50mo aniversario del casamiento del ex presidente George H. W. Bush y Barbara Bush. Caldwell también participó en la segunda y última temporada de Postars: USA, donde fue rechazada del grupo y le dijeron que le iría mejor como solista.
Después de terminar su participación en la segunda temporada de American Idol, Caldwell empezó a trabajar como corresponsal para el programa de deportes extremos y entretenimiento "54321" en la FOX Sports Network. Cubrió varios eventos y estrenos de películas antes de unirse a sus excompañeros de American Idol en el tour American Idols LIVE!, que tocó en 44 ciudades a lo largo de los Estados Unidos.

## Vida personal
Se casó con el futbolista Jordan Harvey el 31 de diciembre de 2014 en Palm Springs, California. Su hija, Harlow Monroe Harvey, nació el 7 de octubre de 2015. En agosto de 2019 confirmó que estaba embarazada por segunda vez.